# Lucas Schäfer
Lucas Schäfer (Marburgo, 15 de agosto de 1994) es un deportista alemán que compitió en remo. Ganó una medalla de bronce en el Campeonato Europeo de Remo de 2016, en la prueba de cuatro sin timonel ligero.

## Palmarés internacional
| Campeonato Europeo | Campeonato Europeo     | Campeonato Europeo | Campeonato Europeo        |
| Año                | Lugar                  | Medalla            | Prueba                    |
| ------------------ | ---------------------- | ------------------ | ------------------------- |
| 2016               | Brandeburgo (Alemania) | Medalla de bronce  | Cuatro sin timonel ligero |